# Jerry Bona
Jerry Lloyd Bona (Little Rock, 5 de fevereiro de 1945) é um matemático estadunidense, conhecido por seu trabalho em mecânica dos fluidos, equações diferenciais parciais e matemática computacional, e ativo em algumas outras áreas da matemática pura e aplicada.
Bona obteve um PhD em 1971 na Universidade Harvard orientado por Garrett Birkhoff, e trabalhou de 1970 a 1972 no Fluid Mechanics Research Institute da Universidade de Essex, onde com Thomas Brooke Benjamin e J.J. Mahony publicou sobre o tema equações de modelo para ondas longas em sistemas dispersivos não-lineares, conhecido como equação de Benjamin–Bona–Mahony. É provavelmente mais conhecido por sua colocação sobre afirmações equivalentes do axioma da escolha: “O axioma da escolha é obviamente verdadeiro, o teorema do bom ordenamento é obviamente falso; e quem pode falar sobre o lema de Zorn?"
Jerry Bona trabalhou na Universidade de Chicago, na Universidade Estadual da Pensilvânia, na Universidade do Texas em Austin e é professor de matemática da Universidade de Illinois em Chicago. Em 2012 foi eleito fellow da American Mathematical Society. Em 2013 foi fellow da Society for Industrial and Applied Mathematics.
Foi palestrante convidado do Congresso Internacional de Matemáticos em Helsinque (1978: Model equations for waves in nonlinear dispersive systems).

## Publicações selecionadas
- com S.M. Sun e Bing-Yu Zhang: «A non-homogeneous boundary-value problem for the Korteweg-de Vries equation in a quarter plane». Trans. Amer. Math. Soc. 354 (2): 427–490. 2002. MR 1862556. doi:10.1090/s0002-9947-01-02885-9